# Music City Miracle

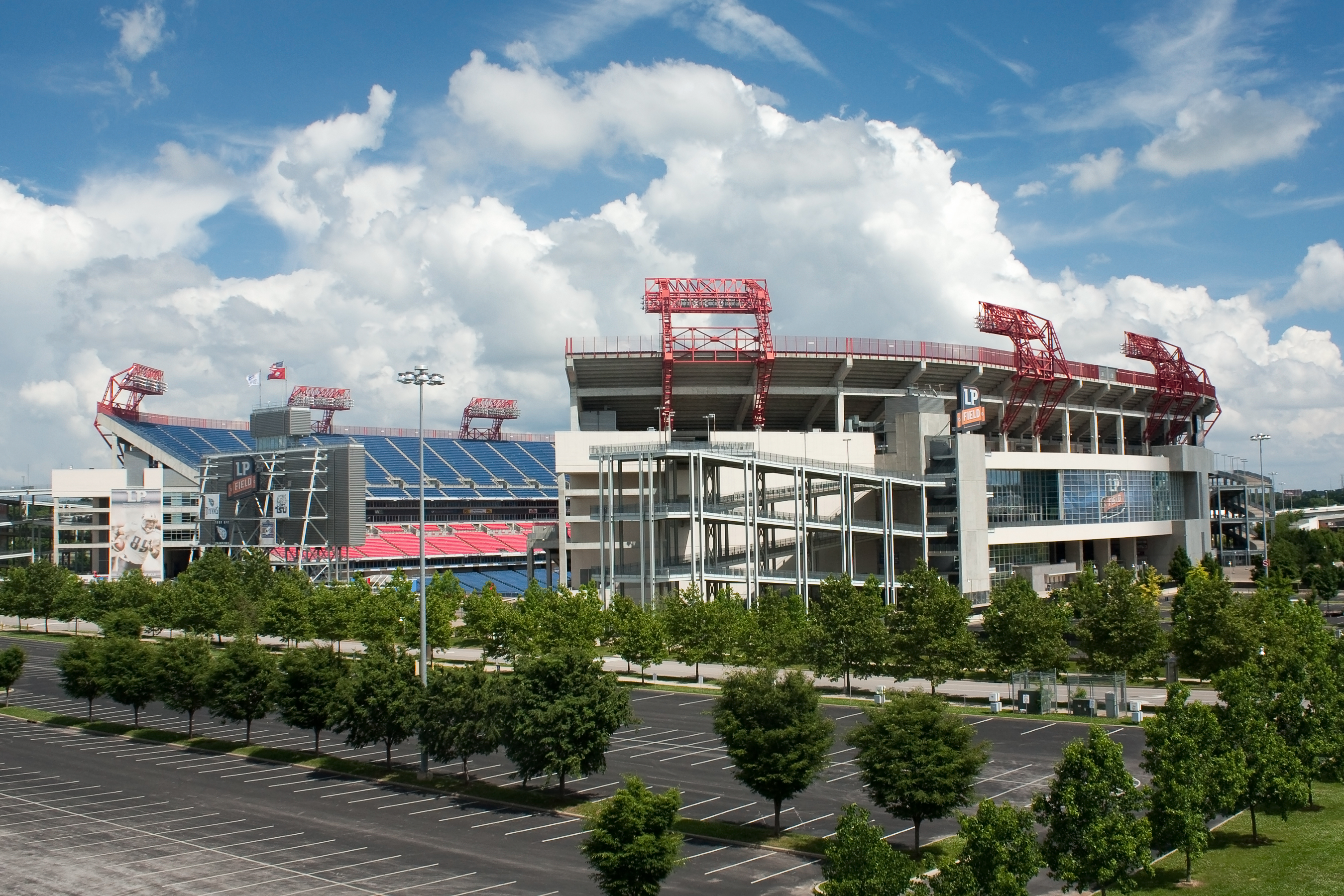
Adelphia Coliseum, local da partida.

O Music City Miracle ou Milagre do Music City é o nome dado à uma controversa jogada do Futebol americano que ocorreu em 8 de janeiro de 2000 durante os playoffs da National Football League (NFL) da temporada 1999–2000. Ocorreu no final do jogo de Wild-Card entre o Tennessee Titans e o Buffalo Bills no Adelphia Coliseum, agora conhecido como Nissan Stadium, em Nashville, Tennessee. Após os Bills tomarem a liderança por 16 a 15 com um field goal faltando 16 segundos de jogo, o tight end dos Titans, Frank Wycheck, fez um passe lateral para Kevin Dyson no retorno do kickoff, Dyson então correu 75 jardas para anotar o touchdown vitorioso, vencendo o jogo por 22 a 16. A jogada, apesar de ser uma das grandes jogadas na história da NFL, também tem sido considerada uma das controversas, com muitas pessoas, mais notadamente por fãs dos Bills, alegando que a jogada foi ilegal e que que o passe de Wycheck deveria ter sido uma penalizado por ser um passe ilegal para frente ao longo da linha de scrimmage, o que teria anulado a pontuação e dado aos Bills a vitória. Múltiplos meios de comunicação, incluindo a NFL Network, a consideraram como uma das jogadas mais controversas na história da NFL e pensam ser esta a razão para a seca de  playoffs dos Bills que durou de 2000 até 2017. Os Bills não voltaram aos playoffs até 2017, enquanto os Titans chegaram ao Super Bowl XXXIV e perderam para o St. Louis Rams.

## Detalhes do jogo
Embora o jogo de Wild-Card dos Bills e Titans seja melhor conhecido por sua conclusão, a partida foi, acima de tudo, uma batalha defensiva. Rob Johnson completou menos da metade de seus passes, enquanto Steve McNair conseguiu apenas 76 jardas.

### A jogada
O nome da jogada era chamada de "Home Run Throwback" pelos Titans e foi desenvolvida pelo coordenador dos special-teams Alan Lowry. Lowry tinha aprendido a jogada em 1981, enquanto assistia o jogo da Southern Methodist University contra Texas Tech University como membro da equipe de treinadores do Dallas Cowboys. Os Titans treinavam a jogada regularmente durante os treinos da temporada regular, embora nos treinos o jogador envolvido era Derrick Mason, que tinha se contundido no começo do jogo e não estava disponível. A opção número 2 para a jogada, Anthony Dorsett, também não estava disponível pois estava com câimbras. Assim, os Titans colocaram o wide receiver Isaac Byrd como sua opção principal para receber o passe lateral, com Kevin Dyson como outra opção.   Dyson, como um dos principais wide receivers da equipe, raramente treinava com os special-teams e não era familiar com o esboço da jogada. Assim, o treinador Jeff Fisher o puxou de lado antes da jogada e lhe deu um breve resumo do que fazer. No entanto, sua execução da jogada de Lowry seria impecável.
Achar um jogador para fazer o passe lateral foi mais fácil. Frank Wycheck foi descoberto pelo coordenador ofensivo Les Steckel brincando de arremessos com o atacante Bruce Matthews chamado "Reindeer Games", que ambos tinham inventado nos intervalos dos treinos. Steckel então desenhou uma opção de jogada com Wycheck em mente. Quando a equipe executou a jogada contra o Atlanta Falcons na temporada de 1999, Wycheck fez um passe para  touchdown de 61 jardas. Depois do sucesso desta jogada, Alan Lowry designou Wycheck para fazer o passe lateral.
Enquanto isso, como os Bills tinham tantos contundidos a essa altura, os treinadores pediram por voluntários para o kickoff. Vários jogadores defensivos, incluindo o linebacker Sam Rogers, estavam na jogada para o kickoff. Isto deu aos special-teams dos Bills jogadores com mais experiência na NFL do que a média dos jogadores dos special teams, mas como muitos destes jogadores dos Bills durante o kickoff não eram regulares nos special teams, fez com que os Bills tivessem uma desvantagem em termos de lidar com jogadas próprias dos special teams. Inicialmente, os Bills planejaram chutar a bola para o fundo do campo mas Bruce DeHaven sugeriu que os Bills tentassem um pooch ou um bloop kick, quando a bola vai mais alta e mais curta do que um kickoff normal para limitar a possibilidade de um retorno. Isto somou uma reviravolta na jogada. Quando treinavam a "Home Run Throwback", os Titans sempre praticaram contra um kickoff regular ou um squib kick. Assim, eles seriam forçados a improvisar com o que sabiam sobre a execução da jogada.
Como DeHaven sugeriu, Steve Christie chutou a bola alta e curta que foi recebida por Lorenzo Neal. Neal passou a bola para Wycheck, que estava atrás dele e quase foi atropelado. Isto formou a mudança chave na jogada: os Bills perseguiram Wycheck para o lado direito do campo, quebrando suas linhas defensivas.
Como planejado, Wycheck jogou a bola para onde Dyson estava posicionado. Assim que ele pegou a bola, a jogada abruptamente foi para a esquerda e pegou todos os defensores dos Bills exceto Christie fora de posição. Dyson, portanto, tinha um caminho aberto na frente dele e correu setenta e cinco jardas até a end zone para o touchdown.
A jogada no entanto ainda não tinha sido definitiva. Os árbitros de revisão notificaram o árbitro principal Phil Luckett que eles gostariam de rever a jogada para ver se o passe de Wycheck tinha sido lateral, como tinha sido decidido. Se não, os Titans seriam penalizados por um passe ilegal para frente.   Luckett confirmou a decisão e os Titans saíram vitoriosos.
Ao cruzar o meio-campo, Dyson disse mais tarde que considerava a possibilidade de sair de campo na distância necessária para field goal, já que tudo que  os Titans precisavam eram de um field goal para ganhar o jogo. No entanto, ao ver que o único jogador que poderia interceptá-lo era Christie e percebendo que ele estava bloqueado por dois jogadores, ele simplesmente continuou.

### Revisão oficial
Após a jogada, foi pedida uma revisão. A jogada foi revisada pelo árbitro Phil Luckett para determinar se a decisão dos árbitros afirmando que a bola não foi lançada para a frente estava correta. Luckett já era uma figura controversa antes do jogo devido à duas decisões contestadas na temporada da NFL de 1998. Durante o jogo no Dia de Ação de Graças entre os Pittsburgh Steelers e o Detroit Lions, Luckett decidiu usar o cara ou coroa quando o jogo foi para a prorrogação. O running back dos Steelers Jerome Bettis apareceu para jogar o cara ou coroa, mas ao fazer um som parecido com  "he-" (em português "ca-"), Luckett decidiu que Bettis tinha pedido cara, e deu a posse de bola para os Lions quando a moeda caiu em "coroa". Os Lions marcaram na prorrogação e venceram o jogo por 19 a 16. Poucas semanas depois, Luckett caiu foi alvo de polêmica novamente com outra decisão controversa em jogo entre os Seattle Seahawks e o New York Jets. Com menos de um minuto restando na partida, o quarterback dos Jets Vinny Testaverde fez um quarterback sneak na quarta descida para o touchdown e recebeu um tackle 30 centímetros antes da linha de end zone, mas a decisão foi confirmada como touchdown e os Jets venceram a partida. Enquanto nesta jogada a culpa não tenha sido de Luckett pois não tinha sido ele que decidiu marcar o touchdown, a jogada não era revisável e ele foi forçado a levar a culpa sendo o árbitro principal. Esta jogada foi considerada a "última gota" em convencer as equipes da NFL a votar esmagadoramente pelo retorno do replay instantâneo para a temporada de 1999 da NFL. Como resultado, o Music City Miracle esteve entre as primeiras jogadas controversas onde o replay instantâneo teve um papel chave.
Uma das câmeras móveis de linha lateral tinha sido reposicionada para fornecer uma visão lateral da recepção do kickoff pelos Titans. Este ângulo de câmera mostrava a recepção não intencional do pontapé inicial por Neal, mas foi bloqueado (pelos jogadores de Titans) de gravar o handoff reverso de Neal para Wycheck. No entanto, capturou totalmente o passe lateral de Wycheck para Dyson.
Após o replay, a câmera mostrou que o juiz de linha começou a acompanhar o desenvolvimento da jogada quando Neal entregou a bola para Wycheck. O juiz de linha havia se movido para o marcador de jarda lateral assim que Wycheck desacelerou se posicionando para fazer o passe lateral. Após o passe lateral ter sido feito, o juiz de linha se moveu novamente se realinhando com o marcador de jardas, no qual ele observou Dyson recebendo o passe lateral. Como essa segunda posição foi acima do campo do ponto onde o juiz de linha se posicionou quando Wycheck jogou a bola, a mão do juiz de linha sinalizou durante a jogada que o passe era de fato um passe lateral e não ilegal. Portanto, o avanço de Dyson até a end zone de Buffalo após a recepção resultou em um touchdown legal. Após uma longa revisão oficial, o vídeo foi considerado inconclusivo para derrubar a decisão do juiz de linha no campo.
Os Titans fizeram um kickoff final e o tempo expirou durante o retorno dos Bills. Os Titans venceram por 22 a 16.

## Árbitros
- Referee: Phil Luckett (#59)
- Umpire: Bob Wagner (#100)
- Head Linesman: Mark Hittner (#28)
- Line Judge: Byron Boston (#18)
- Field Judge: Al Jury (#106)
- Side Judge: Tommy Moore (#60)
- Back Judge: Kirk Dornan (#6)